# Charles Jacques Bouchard

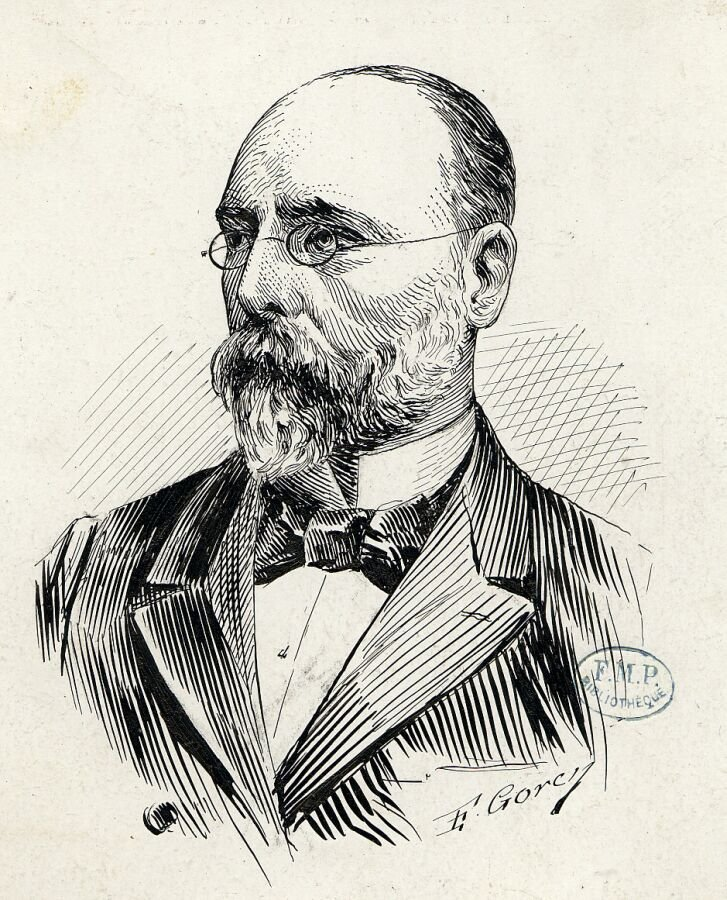
Charles Bouchard, vor 1900

Charles Jacques Bouchard, (* 6. September 1837 in Montier-en-Der, Département Haute-Marne; † 1915 in Sainte-Foy-lès-Lyon, Département Rhône) war ein französischer Pathologe.
Bouchard war ein Schüler von Jean-Martin Charcot. 1896 versuchte Bouchard, die Diagnose der Lungentuberkulose mittels Röntgendurchleuchtung zu sichern. Seit 1887 war er Mitglied der Académie des sciences.

## Porträt
1902 schuf anlässlich des 65. Geburtstages von Charles Bouchard der Medailleur Jules Clément Chaplain (1839–1909) eine versilberte Bronzeplakette in den Abmessungen 71 × 59 mm:
- Vorderseite:
CHARLES BOUCHARD DE L’ACADEMIE / DES / SCIENCES
Bärtiges Brustbild nach links.
- Rückseite:
INTOXICATIONS / DANS LES MALADIES / LES MESURES / EN MEDECINE <> ANTIQUAILLE / LA SALPETRIERE / LARIBOISIERE
Scientia sitzt vor einem Krankenzimmer.

## Schriften (Auswahl)
- Études expérimentales sur l’identité de l’herpès circiné et de l’herpès tonsurant. In: Gazette médicale de Lyon. 1860.
- La pellagre observée à Lyon. In: Gazette médicale de Lyon. 1861.
- Recherches nouvelles sur la pellagre. In: Mémoires et comptes rendus de la Société des sciences médicales de Lyon. 1862.
- Des dégenerations secondaires de la moëlle épinière. In: Archives générales de médecine. Paris 1866. (Englische Übersetzung von Edward Reynolds Hun (1842–1880) als Secondary degenerations of the spinal cord. Utica 1869.)
- Les auto-intoxications. 1866.
- Étude sur quelques points de la pathogénie des hémorrhagies cérébrales. Medizinische Dissertation 1866.
- Tuberculose et phthisie pulmonaire. In: Gazette hebdomadaire de médecine et de chirurgie. Paris 1868.
- De la pathogénie des hémorrhagies. 1869. (Englische Übersetzung von Thomas John Maclagan (1838–1903), London 1872.)
- Utilité et objet de l’historie de la médecine. Leçon d’ouverture. In: Gazette médicale. 1876. (Lyon oder Paris?)
- Étiologie de la fièvre typhoïde, rapport présenté au Congrès méd. internat. de Génève. 1877.
- Maladies par ralentissement de la nutrition; cours de pathologie générale professé à la Faculté de médecine de Paris pendant l’année 1879-80, rec. et publ. par le Dr. Frémy. 1882.
- L’auto-intoxication dans les maladies.
- Etudes nouvelles sur les ablations odontologiques indolores, rapport présenté par MM. Charles-Joseph Bouchard et Laurent Cunasc au Congrès méd. de Bruxelles […]. Paris 1883.
- Thérapeutique des maladies infectieuses.
- Questions relatives à la reforme des études médicales. Paris 1907.